# Klikjesmolen
De Klikjesmolen aan de Broerdijk in de plaats Broerdijk, nabij Midwoud (gemeente Medemblik) is een omstreeks 1920 gebouwde poldermolen. Het is een kleine wipmolen die is uitgerust met een waaierpomp, waarmee op vrijwillige basis de Klikjespolder wordt bemalen. Het gevlucht van de molen is oudhollands en heeft borden in plaats van de gebruikelijke zeilen.
De molen is eigendom van de Stichting De Westfriese Molens. De molen staat zo goed als op dezelfde plaats waar de weidemolen De Hadel stond, deze molen staat nu op de Zaanse Schans, nabij Zaandijk.
Momenteel (2019) is de molen tijdelijk opgeslagen in verband met een restauratie.